# Koos Prinsloo
Koos (Jakobus Petrus) Prinsloo (Eldoret, Kenia, 15 april 1957 – 4 maart 1994) is een Afrikaanstalige schrijver en journalist.

## Biografie
Koos Prinsloo vertrok in 1962 met zijn ouders van Kenia naar Zuid-Afrika. Hij studeerde in 1980 af in het Afrikaans aan de Universiteit van Pretoria. 
Zijn debuut, korte verhalen, Jonkmanskas, verscheen in 1982. Zijn korte verhaal "Border Story" was opgenomen in Invisible Ghetto (1993), de eerste Zuid-Afrikaanse bloemlezing van homo literatuur. Een herinnering aan zijn jeugd, "Promise You'll Tell No-one", was opgenomen in Defiant Desire (1994).
Sinds 1983 werkte Koos Prinsloo als journalist in Johannesburg; later ook als redacteur van het glossy tijdschrift De Kat. Hij is overleden aan Aids.

## Titels
- Jonkmanskas (1982)
- Die hemel help ons (1987)
- Slagplaas (1992)
- Die weifeling (1992)

- Bibliothèque nationale de France: cb16108913x (data)
- Digitale Bibliotheek voor de Nederlandse Letteren: prin094
- Gemeinsame Normdatei: 172927374
- International Standard Name Identifier: 0000 0000 6666 0969
- Library of Congress Control Number: n94039997
- Nederlandse Thesaurus van Auteursnamen: 070927839
- Système universitaire de documentation: 095321470
- Virtual International Authority File: 23826712
- WorldCat: E39PBJqVTByhbVcgP8QfJBVDMP